# Bennett (Colorado)
Bennett è un centro abitato (town) degli Stati Uniti d'America, situato nella Contea di Adams dello Stato del Colorado. Nel censimento del 2000 la popolazione era di 2.021 abitanti.

## Geografia fisica
Secondo i rilevamenti dell'United States Census Bureau, Bennett si estende su una superficie di 8 km².